# 景東柘
景東柘（学名：Maclura amboinensis）又名景东拓，为桑科桑橙屬下的一个种。该物种主要分布于中国云南景东三叉河两岸海拔1450米左右的山坡上，越南、马来西亚、印度尼西亚、巴布亚新几内亚等国也有分布。

## 扩展阅读
維基物種上的相關：景东拓